# Ariane (site web)
Pour les articles homonymes, voir Ariane.
Ariane est un site web mis en place par le ministère des Affaires étrangères et du Développement international (MAEDI) qui permet aux ressortissants français de recenser leurs voyages ou missions ponctuelles à l'étranger. Ce service gratuit, associé aux "Conseils aux voyageurs", permet également aux voyageurs de recevoir des conseils de sécurité et d'être informés des risques éventuels dans leur pays de destination.

## Création
Le portail numérique Ariane a été lancé en 2011 par le Centre de crise et de soutien (CDCS) du Ministère des Affaires étrangères et du Développement international (MAEDI). Il est destiné aux ressortissants français qui effectuent des déplacements à l'étranger de courte durée, professionnels ou touristiques.

## Fonctionnement
Le voyageur doit créer son compte utilisateur sur le site diplomatie.gouv.fr. Avant chaque voyage, il enregistre les dates de son séjour, ses lieux de passage, son numéro de téléphone portable ou encore le nom des accompagnants.
Au cours du voyage, et si la situation du pays le justifie :
- le voyageur recevra des recommandations de sécurité par SMS ou par e-mail,
- le voyageur sera contacté en cas de risque ou de crise dans le pays de destination et rapatrié le cas échant,
- la personne contact désignée sur le compte du voyageur pourra également être prévenue le cas échéant.

Ce système est également un outil de réponse aux crises, puisqu'il permet d’avoir une connaissance plus précise du nombre de Français de passage sur un théâtre de crise, de leur donner des consignes en cas d’opération d’évacuation, ou encore de joindre leur famille lorsqu’il y a lieu de le faire.
L'inscription sur Ariane ne dispense pas les ressortissants de s'inscrire au Registre des Français établis hors de France.

## Inscriptions
Ariane est destiné aux ressortissants français, qu'ils vivent dans leur pays ou à l'étranger. Les ressortissants étrangers résidant habituellement en France peuvent également s'y inscrire.

## Protection des données personnelles
Le service Ariane est conçu en concertation avec la Commission nationale de l'informatique et des libertés (CNIL). Les données personnelles sont utilisées par le Centre de crise et de soutien du Ministère des Affaires étrangères et du Développement international uniquement en cas de dégradation de la situation de la situation sécuritaire,.
Les informations renseignées sur le site Ariane concernant un voyage sont automatiquement et strictement détruites 30 jours après le retour déclaré.
Le site Ariane est victime, en décembre 2018, d'un piratage ayant pour conséquence le vol de données personnelles de ses utilisateurs.

## Responsabilité du voyageur
Le service Ariane n’est pas une assurance tous risques. Avant tout voyage, il convient de consulter la fiche « Conseils aux voyageurs » du pays de destination, et de suivre les recommandations qui y sont données. Au cours du voyage, le voyageur est responsable et ne doit pas ignorer les risques portés à sa connaissance ou s'exposer délibérément à des dangers.